# HMS Varne (P81)
Le HMS Varne (pennant number : P81) est un sous-marin de Classe V de la Royal Navy.

## Engagements
Commandé le 21 mai 1942, le HMS Varne fut construit par Vickers-Armstrongs à Newcastle upon Tyne, au Royaume-Uni. Sa quille est posée le 18 novembre 1942, il est lancé le 24 février 1944 et mis en service le 30 juillet 1944. Il a remplacé un premier HMS Varne de classe U, qui a été transféré à la Marine royale norvégienne où il a servi sous le nom de HNoMS Ula,,. Il tire son nom du banc de Varne, un banc de sable situé dans le Pas de Calais. Et de fait son insigne représentait le bateau-phare à la coque rouge, portant l'inscription Varne en lettres blanches, qui signale ce danger pour la navigation.
Désarmé et mis en réserve le 19 décembre 1945, il est ferraillé en septembre 1958 à Troon en Écosse.